# Bucculatrix agilis
Bucculatrix agilis är en fjärilsart som beskrevs av Edward Meyrick 1920. Bucculatrix agilis ingår i släktet Bucculatrix och familjen kronmalar. Inga underarter finns listade i Catalogue of Life.